# Río Chillón
El río Chillón es un río de la vertiente del océano Pacífico, localizado en la costa central del Perú. Recorre 126 kilómetros y conforma una de las tres cuencas hidrográficas que tiene Lima Metropolitana, junto con el río Rímac y el río Lurín. Sus aguas, que provienen de la Laguna de Chonta (distrito de Huaros, provincia de Canta) y de los glaciares de la Cordillera de la Viuda, desembocan en el océano Pacífico. El volumen del río fluctúa durante el año y llega a su máximo nivel en los meses del verano austral (de diciembre a marzo). 

## Cuenca
La cuenca del río Chillón, se encuentra ubicada en la costa central del Perú. Políticamente, se encuentra en el departamento de Lima y la provincia constitucional del Callao, casi en su totalidad. El área de drenaje total, hasta su desembocadura en el océano Pacífico es de 2222.31 km². La cuenca, que se encuentra limitada por cadenas de cerros que muestran un descenso sostenido del nivel, presenta cuatro tipos de fuentes de agua:
- Agua superficial que proviene del escurrimiento superficial (lluvia) de toda la cuenca.
- Agua superficial proveniente de lagunas localizadas en la cuenca alta. Estas son: Laguna Chunchón, Laguna Leóncocha y Laguna Azulcocha.
- Agua subterránea, extraída por bombeo de los pozos en el llano del valle.
- Agua de puquios y drenes.

Esta cuenca es una fuente de referentes históricos, desde la época preincaica hasta la republicana, y se constituye también en una importante fuente de vida para las personas que habitan en Lima Norte, empleando las aguas superficiales y subterráneas para la producción de crianzas y cultivos agropecuarios.

## Historia
Los habitantes del río Chillón fueron los primeros en habitar la costa peruana en el Periodo Precerámico (8500- 7500 a. C.). En el valle formado por este río se estableció la cultura Chivateros durante el periodo Lítico andino, posteriormente se estableció la cultura Colli durante el Intermedio Tardío.

## Contaminación
Actualmente, es uno de los ríos más contaminados del país, por las actividades que realizan los pobladores de la zona, como el desecho de residuos sólidos (principalmente basura y desmonte), la descarga de aguas residuales, los químicos en la agricultura, las plantas de fundición clandestinas, los criaderos de cerdos, etc. 
La contaminación es tan grave que un reciente estudio demuestra que el agua del río Chillón excede 12 veces los límites seguros de bacterias. Se identificó a la bacteria Escherichia coli, capaz de causar insuficiencia renal y poner en riesgo la vida de niños y adultos mayores.